# Caiçara (film)
Pour les articles homonymes, voir Caicara.
Pour plus de détails, voir Fiche technique et Distribution.
Caiçara est un film brésilien réalisé par Adolfo Celi, Tom Payne et John Waterhouse, sorti en 1950.

## Synopsis
Marina, une femme au passé tragique, épouse le directeur d'un chantier naval. Tous les deux s'installent dans une région pauvre du Brésil.

## Fiche technique
- Titre : Caiçara
- Réalisation : Adolfo Celi, Tom Payne et John Waterhouse (coréalisateurs)
- Scénario : Alberto Cavalcanti, Adolfo Celi, Ruggero Jacobbi, Gustavo Nonnenberg et Afonso Schmidt
- Musique : Francisco Mignone
- Photographie : H.E. Fowle
- Montage : Oswald Hafenrichter
- Production : Alberto Cavalcanti
- Société de production : Companhia Cinematográfica Vera Cruz
- Pays :  Brésil
- Genre : Drame
- Durée : 92 minutes
- Dates de sortie : 
  -  Brésil : 1er novembre 1950

## Distribution
- Eliane Lage : Marina
- Abilio Pereira de Almeida : José Amaro
- Carlos Vergueiro : Manuel
- Mário Sérgio : Alberto
- Oswaldo Eugênio : Chico
- Adolfo Celi : Genovês
- Maria Joaquina da Rocha : Felicidade
- Tetsunosuke Arima : Mitaro
- Alice Domingues : Zazá

## Distinctions
Le film a été présenté en sélection officielle en compétition au Festival de Cannes 1951.